# Talsperre Glendo
Die Talsperre Glendo (englisch Glendo Dam) ist eine Talsperre mit Wasserkraftwerk im Platte County, Bundesstaat Wyoming, USA. Sie staut den North Platte River zu einem Stausee (englisch Glendo Reservoir) auf. Die Talsperre befindet sich ca. 7 km (4,5 miles) südöstlich der Stadt Glendo. Die Talsperre und der Stausee liegen im Glendo State Park. Ungefähr 40 km (25 miles) flussabwärts befindet sich die Talsperre Guernsey. Die Talsperre ist im Besitz des United States Bureau of Reclamation (USBR) und wird auch vom USBR betrieben.

## Geschichte
Mit vorläufigen Untersuchungen zur Errichtung eines Staudamms bei Glendo wurde 1944 begonnen. Die unterschiedlichen Interessen der Bundesstaaten Colorado, Nebraska und Wyoming in Bezug auf Wasserrechte und die Nutzung des Wassers verzögerten aber den Baubeginn bis 1954. Mit dem Bau der Talsperre wurde dann im Dezember 1954 begonnen. Sie wurde im Herbst 1957 fertiggestellt. Mit dem Einstau wurde im Oktober 1957 begonnen. Der Bau des zugehörigen Wasserkraftwerks wurde 1958 abgeschlossen.

## Absperrbauwerk
Das Absperrbauwerk ist ein Erdschüttdamm mit einer Höhe von 58 m (190 ft) über der Gründungssohle. Die Dammkrone liegt auf einer Höhe von 1425 m (4675 ft) über dem Meeresspiegel. Die Länge der Dammkrone beträgt 639 m (2096 ft). Die Breite des Staudamms beträgt an der Krone 10,6 m (35 ft).
Der Staudamm verfügt sowohl über einen Grundablass als auch über eine Hochwasserentlastung. Die Hochwasserentlastung befindet sich auf der rechten Seite des Damms. Über den Grundablass können maximal 368 m³/s (13.000 cft/s) abgeleitet werden, über die Hochwasserentlastung maximal 292 m³/s (10.335 cft/s).

## Stausee
Bei einem Stauziel von 1418 m (4653 ft) erstreckt sich der Stausee über eine Fläche von rund 72,78 km² (17.986 acres) und fasst 941 Mio. m³ (763.039 acre-feet) Wasser. Der Stausee erstreckt sich dabei über eine Länge von rund 46 km (28,7 miles); seine maximale Breite beträgt 1,6 km (1 mile).

## Kraftwerk

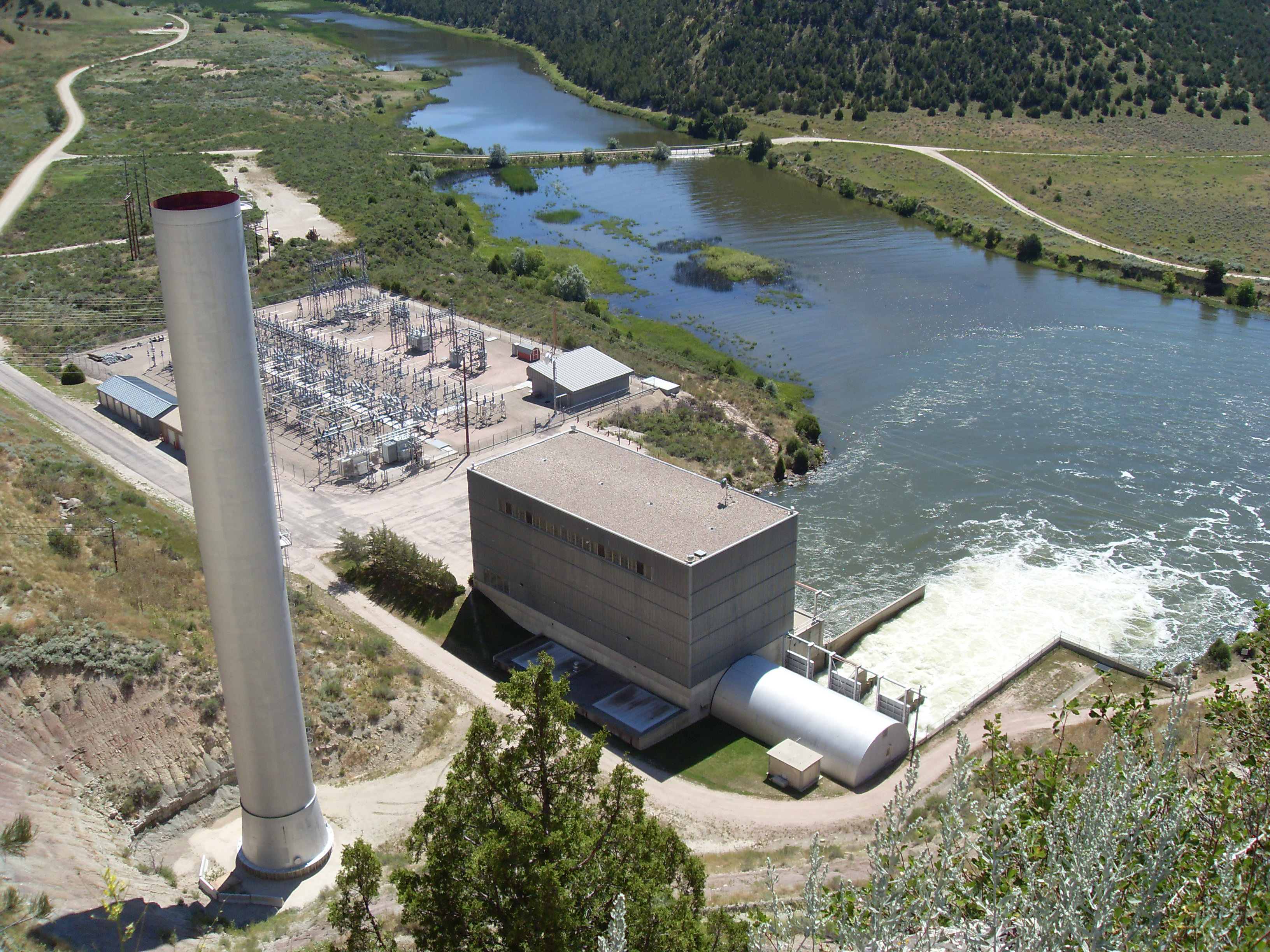
Das Kraftwerk Glendo

Das Kraftwerk befindet sich ca. 1,2 km (4000 ft) von der Talsperre entfernt auf der rechten Flussseite. Seine installierte Leistung beträgt 38 MW. Die installierte Leistung lag ursprünglich bei 24 MW. Von 1980 bis 1984 wurde eine Leistungssteigerung durchgeführt; dabei wurden die Turbinen und Generatorwicklungen ausgetauscht. Die durchschnittliche Jahreserzeugung liegt bei rund 55,6 Mio. kWh. Die zwei Francis-Turbinen des Kraftwerks leisten jede maximal 19 MW. Die Fallhöhe beträgt 30,5 m (100 ft).